# Oss bovar emellan
Oss bovar emellan (engelska: Too Many Crooks) är en brittisk komedifilm från 1959 i regi av Mario Zampi.

## Handling
Ett gäng bovar misslyckas med varje rån så de försöker sig på kidnappning istället.

## Rollista i urval
- Terry-Thomas - Billy Gordon
- George Cole - Fingers
- Brenda De Banzie - Lucy
- Bernard Bresslaw - Snowdrop
- Sid James - Sid
- Vera Day - Charmaine
- Delphi Lawrence - sekreterare
- John Le Mesurier - domaren
- Sydney Tafler - advokat
- Nicholas Parsons - Tommy
- Edie Martin - Gordons mor
- Tutte Lemkow - svartmusikig man
- Terry Scott - brandman
- Cyril Chamberlain - brandchef
- Sam Kydd - luffare
- Gibb McLaughlin - präst